# Joseph Karikkassery
Joseph Karikkasserry (ur. 13 listopada 1946 w Karthedom) – indyjski duchowny rzymskokatolicki, w latach 2011–2023 biskup Kottapuram.

## Życiorys
Święcenia kapłańskie przyjął 19 grudnia 1973 i został inkardynowany do archidiecezji Werapoly. Przez wiele lat pracował jako duszpasterz parafialny, był także m.in. dyrektorem diecezjalnego instytutu w Kalamasery, wicerektorem seminarium w Alwaye, a także ojcem duchownym i rektorem seminarium w Kalamasery. W 2006 mianowany wikariuszem generalnym.
25 listopada 2006 otrzymał nominację na biskupa pomocniczego Werapoly ze stolicą tytularną Buxentum. Sakry biskupiej udzielił mu 28 grudnia 2006 ówczesny arcybiskup Werapoly, Daniel Acharuparambil.
Mianowany 18 grudnia 2010 ordynariuszem diecezji Kottapuram, urząd objął 23 lutego 2011.
1 maja 2023 papież Franciszek przyjął jego rezygnację z pełnionej funkcji.